# 琉球豬殃殃
琉球豬殃殃（学名：Galium gracilens）为茜草科豬殃殃屬下的一个种。

## 扩展阅读
- 維基物種上的相關：琉球豬殃殃